# Eva Guerrero Álvarez
Eva Guerrero Álvarez (* 4. September 1999) ist eine spanische Tennisspielerin.

## Karriere
Guerrero Álvarez begann mit fünf Jahren mit dem Tennisspielen, ihr bevorzugter Belag ist der Hartplatz. Sie spielt vor allem auf der ITF Women’s World Tennis Tour und konnte dort bislang acht Titel im Einzel und drei im Doppel gewinnen.
Bei den Australian Open 2016 erreichte sie mit ihrer Partnerin Cristina Bucșa das Achtelfinale im Juniorinnendoppel. Bei den US Open 2016 erreichte sie mit ihrer Partnerin Paula Arias Manjón im Juniorinnendoppel ebenfalls das Achtelfinale.
Bei den Mittelmeerspielen 2018 erreichte sie im Dameneinzel das Viertelfinale, im Damendoppel gewann sie mit ihrer Partnerin Marina Bassols Ribera die Bronzemedaille.
Bei den Australian Open 2020 trat sie in der Qualifikation an, scheiterte aber bereits in der ersten Runde an Lesley Pattinama Kerkhove mit 1:6 und 6:75.

## Turniersiege

### Einzel
| Nr. | Datum           | Turnier    | Kategorie   | Belag     | Finalgegnerin          | Ergebnis       |
| --- | --------------- | ---------- | ----------- | --------- | ---------------------- | -------------- |
| 1.  | 17. Juli 2016   | Knokke     | ITF $10.000 | Sand      | Margot Yerolymos       | 6:2, 6:3       |
| 2.  | 7. August 2016  | Valladolid | ITF $10.000 | Hartplatz | Giulia Gatto-Monticone | 4:6, 6:4, 6:4  |
| 3.  | 1. Oktober 2017 | Melilla    | ITF $15.000 | Sand      | Marina Bassols Ribera  | 6:4, 6:0       |
| 4.  | 28. Juli 2019   | Porto      | ITF W25     | Hartplatz | Myrtille Georges       | 6:4, 6:74, 6:3 |
| 5.  | 1. Oktober 2023 | Santarém   | ITF W25     | Hartplatz | Nefisa Berberović      | 6:2, 4:6, 7:5  |
| 6.  | 26. Januar 2025 | Monastir   | ITF W15     | Hartplatz | Adrienn Nagy           | 7:5, 6:1       |
| 7.  | 9. März 2025    | Monastir   | ITF W15     | Hartplatz | Julia Adams            | 7:68, 6:0      |
| 8.  | 11. Mai 2025    | Nottingham | ITF W35     | Hartplatz | Naiktha Bains          | 6:2, 7:67      |

### Doppel
| Nr. | Datum              | Turnier | Kategorie   | Belag     | Partnerin          | Finalgegnerinnen                              | Ergebnis         |
| --- | ------------------ | ------- | ----------- | --------- | ------------------ | --------------------------------------------- | ---------------- |
| 1.  | 30. September 2017 | Melilla | ITF $15.000 | Sand      | Paula Arias Manjón | Noelia Bouzo Zanotti Ángela Fita Boluda       | 4:6, 6:4, [10:3] |
| 2.  | 9. November 2019   | Hua Hin | ITF W25     | Hartplatz | Georgia Crăciun    | Lesley Pattinama Kerkhove Tamarine Tanasugarn | 6:2, 7:5         |
| 3.  | 22. August 2020    | Oeiras  | ITF W15     | Sand      | Diane Parry        | Francisca Jorge Olga Parres Azcoitia          | 7:61, 6:0        |